# Gouda Positief
Gouda Positief is een lokale politieke partij in de Nederlandse gemeente Gouda, opgericht in 2010. De partij bezet sinds maart 2018 3 van de 35 zetels in de Goudse gemeenteraad.

## Signatuur
Gouda Positief heeft een behoudende signatuur en streeft volgens het verkiezingsprogramma naar een beter imago van de stad, betere gemeentelijke dienstverlening en communicatie en minder bureaucratie. Gemeentelijke financiën moeten worden gesaneerd. Ook wil men meer betrokkenheid van burgers en wijkteams. De aanpak van de criminaliteit moet harder en gemeente en bedrijfsleven moeten beter samenwerken.

## Periode 2010-2014
In de aanloop naar de gemeenteraadsverkiezingen in 2010 ontstond enige commotie omdat een van de oprichters, Jan de Laat ook mede-eigenaar was van het plaatselijke weekblad de Krant van Gouda en voorzitter van het Goudse ondernemingsfonds. De partij benadrukte in een reactie daarop de scheiding tussen De Laat en de redactie van de krant. Uiteindelijk behaalde Gouda Positief 7,85% van de stemmen bij de gemeenteraadsverkiezingen, genoeg voor 3 zetels. Daarmee was de partij samen met Trots op Nederland, een andere nieuwkomer  winnaar van de verkiezingen. Hierna volgde een oppositieperiode waarin de partij onder meer heftige kritiek leverde op de toenmalige burgemeester Cornelis omdat deze zakelijke belangen in Ghana had. Dit leidde tot diens vervroegde vertrek.

## Periode 2015 tot heden
Bij de verkiezingen haalde de partij, in een combinatielijst met Gemeentebelangen Gouda, 5 zetels, en werd daarmee de tweede partij in de stad na D66. Na langdurige coalitieonderhandelingen kwam uiteindelijk collegedeelname tot stand samen met D66, PvdA, VVD en GroenLinks. Gouda Positief heeft een wethouder geleverd, Jan de Laat die financiën en economische zaken beheerde in het college. Na afsplitsing van Gemeentebelangen telde de partij vier zetels.
Na de verkiezingen in 2019 behaalde de partij 3 zetels. De wethouderspositie moest worden ingeleverd en de partij belandde in de oppositie.

## Verkiezingsresultaten
| Jaar | Zetels | Totaal aantal zetels |
| ---- | ------ | -------------------- |
| 2010 | 3      | 35                   |
| 2014 | 4      | 35                   |
| 2018 | 3      | 35                   |